# ウラル経済地区
ウラル経済地区(ウラルけいざいちく、ロシア語：Ура́льский экономи́ческий райо́н/Uralsky ekonomichesky rayon)はロシアの12の経済地区の1つ。
2010年の人口は約1891万人。（13.1%）2008年の国内総生産の10%を占める。
ウラル地方を中心に、東ヨーロッパ平原と西シベリア平原の一部を含む。

## 行政区画
沿ヴォルガ連邦管区
- バシコルトスタン共和国
- オレンブルク州
- ペルミ地方
- ウドムルト共和国

ウラル連邦管区
- チェリャビンスク州
- クルガン州
- スヴェルドロフスク州

## 地理と天然資源

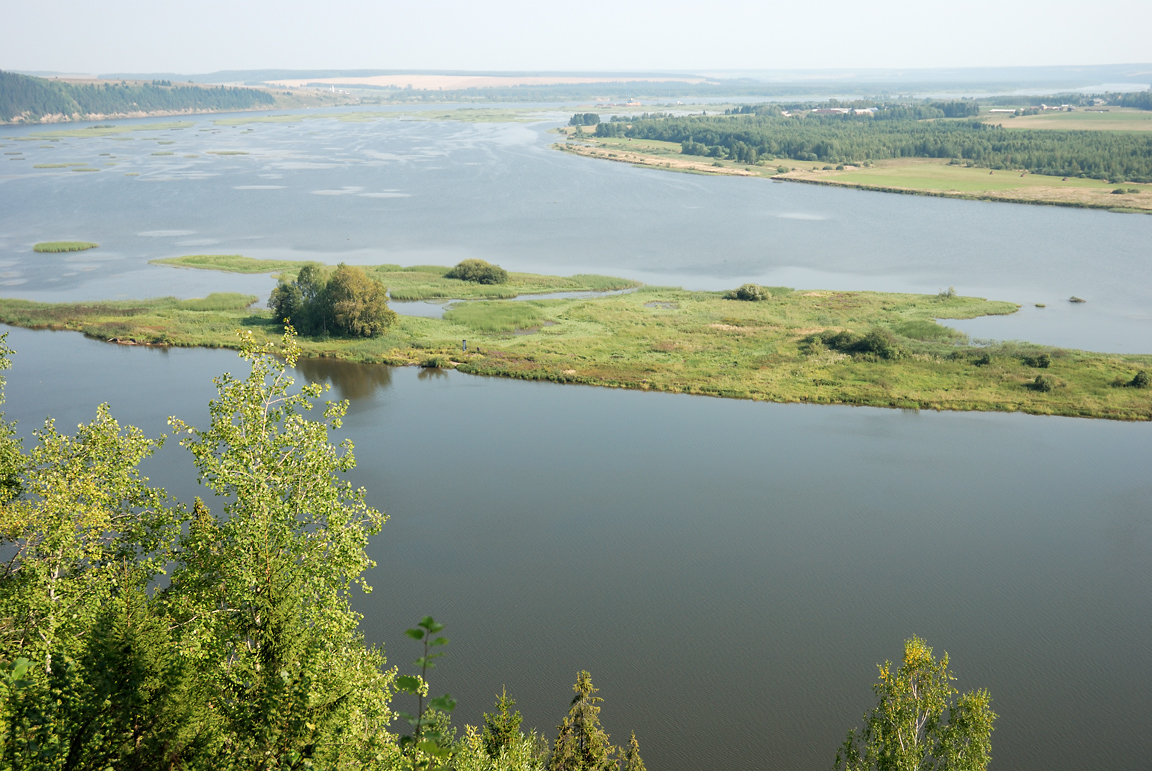
チュソヴァヤ川下流

この地域でヴォルガ川流域（カマ川・ヴィシェラ川・チュソヴァヤ川・サマーラ川）、オビ川流域（トボル川・イセチ川・トゥラ川・タヴダ川）、ウラル川流域が交差する。これらの潜在的水力発電量は330万KWと推定される。しかし、2010年時点ではダムが2つと貯水池が有るだけだった。
気候は西部が典型的大陸性気候、東部が大陸性気候である。40%以上の面積がタイガに覆われており、木材の量は35億m3と推定される。南部はステップで、大規模に開拓されている。
黄銅鉱や酸化ニッケル、クロム鉄鉱、磁鉄鉱、ボーキサイト、カリウム塩、マンガン、アルミニウム、金、白金等の鉱石に恵まれる。石炭や石油、天然ガスも産出する。エメラルドやアメシスト、緑柱石、碧玉、薔薇輝石、孔雀石、金剛石等が有名である。

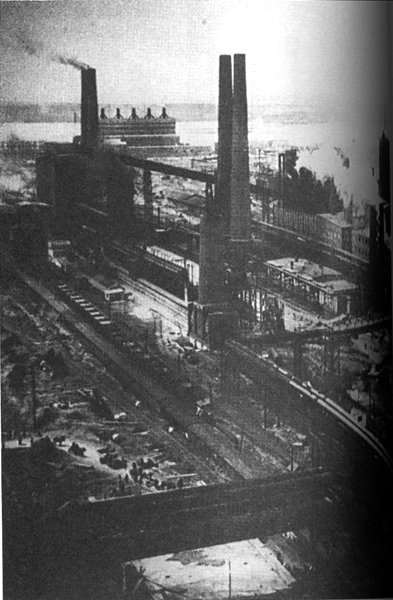
1920年代のマグニトゴルスク鉄鋼工場

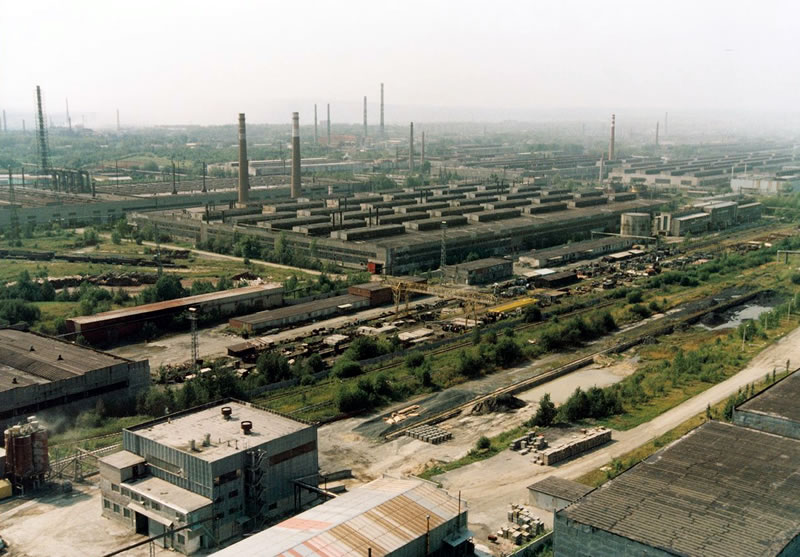
チェリャビンスク製紙工場

## 交通
約1万kmの鉄道がこの地域で運行されている。
主要路線は
- ニジニ・タギル⇔ペルム
- エカテリンブルク⇔ペルム
- エカテリンブルク⇔カザン
- チェリャビンスク⇔ウファ
- オルスク⇔オレンブルク
- マグニトゴルスク⇔西シベリア

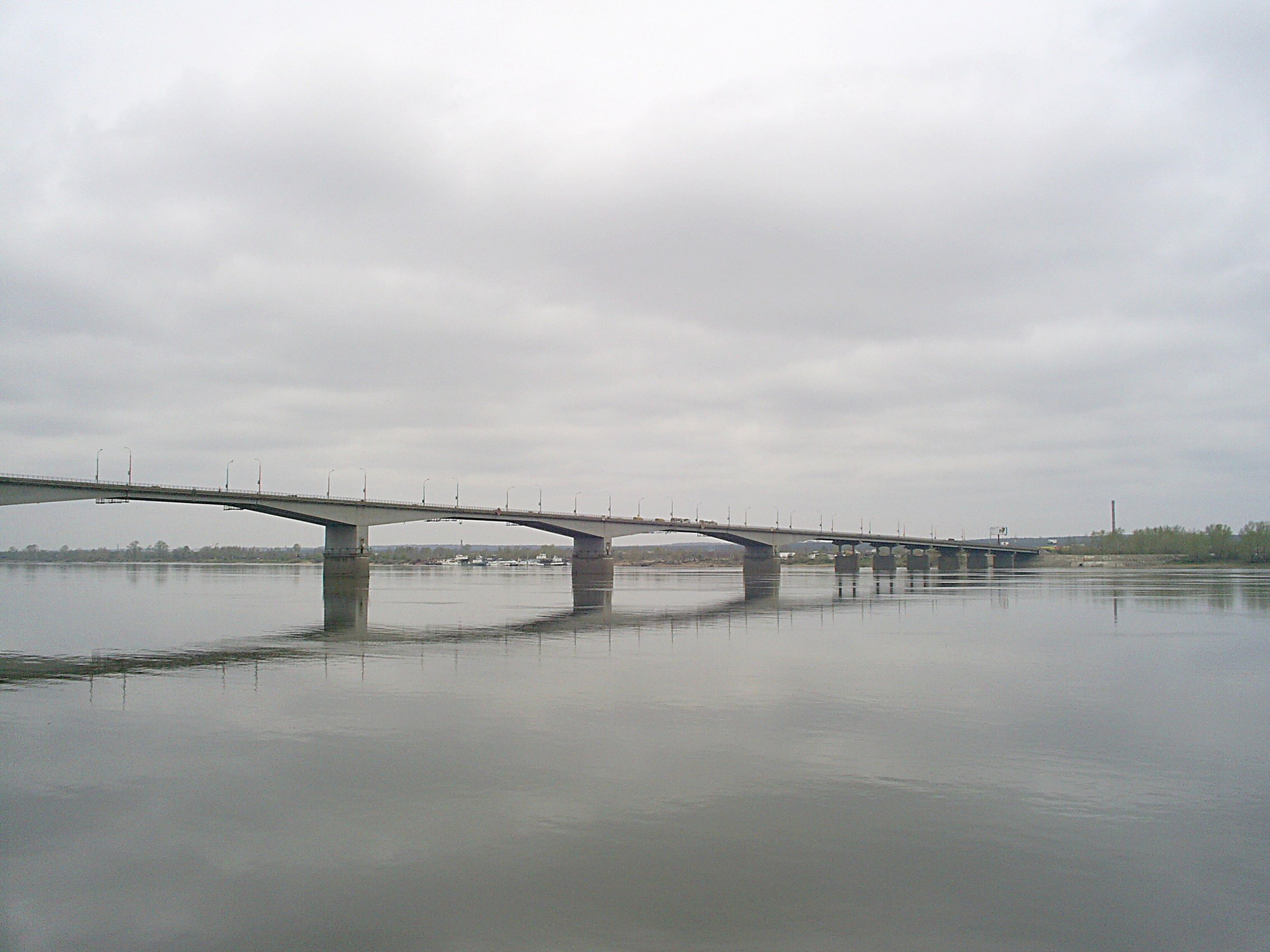
ペルム近郊でカマ川に架かる橋

の6路線である。運行密度が高い為に殆どの鉄道が電化されている。
チュメニ州や中央アジアからの天然ガスと、西シベリアからの石油の油送管がこの地域を通る。
主要都市は国内空港を持っている。ウラル航空が支配的である。

## 社会・経済指標
ロシア最大の人口密集地帯の1つである。
全国平均より高い
- 1人当たりGDP
- ソ連時代からの企業の労働者の割合

全国平均と同等
- 月給(モスクワやサンクトペテルブルクよりは低い)

全国平均より低い
- 賃金満額支払率
- 新民間企業の労働者の割合